# Euphorbia marreroi
Euphorbia marreroi är en törelväxtart som beskrevs av Julián Julià Molero och Ana María Rovira. Euphorbia marreroi ingår i släktet törlar, och familjen törelväxter. Inga underarter finns listade i Catalogue of Life.